# Wolfgang Binsfeld
Wolfgang Binsfeld (* 21. Dezember 1928 in Essen; † 20. Mai 2011 in Trier) war ein deutscher Klassischer und Provinzialrömischer Archäologe.

## Leben
Während des Zweiten Weltkriegs musste Binsfeld als Luftwaffenhelfer am Kriegsdienst teilnehmen. 1948 legte er das Abitur am Quirinus-Gymnasium in Neuss ab. Anschließend studierte er Klassische Archäologie an den Universitäten Bonn und Köln, wo er am 15. Oktober 1956 bei Andreas Rumpf promoviert wurde. Während seines Studiums wurde er Mitglied der katholischen Studentenverbindungen KDStV Staufia Bonn im Cartellverband der katholischen deutschen Studentenverbindungen (CV). 1957/58 erhielt er das Reisestipendium des Deutschen Archäologischen Instituts. Danach arbeitete er am Römisch-Germanischen Zentralmuseum in Mainz sowie am Römisch-Germanischen Museum in Köln. Seit 1965 wirkte er als Oberkustos und später stellvertretender Direktor am Rheinischen Landesmuseum Trier, 1992 wurde er pensioniert. Zum Wintersemester 1977/78 übernahm er an der Universität Trier einen Lehrauftrag in Provinzialrömischer und Klassischer Archäologie, 1979 wurde er zum Honorarprofessor ernannt.

## Schriften (Auswahl)
- Grylloi. Ein Beitrag zur Geschichte der antiken Karikatur. Köln 1956 (Dissertation, Universität Köln, 1955).
- Die Gründungslegende. In: Trier: Augustusstadt der Treverer. Stadt und Land in vor- und frührömischer Zeit. Hrsg. vom Rheinischen Landesmuseum Trier, 2. Aufl., Zabern, Mainz 1984, S. 7 f.
- Zum Namen der Treverer und der Stadt Trier. In: Trierer Zeitschrift 33, 1970, S. 35 ff.
- mit Karin Goethert-Polaschek, Lothar Schwinden: Katalog der römischen Steindenkmäler des Rheinischen Landesmuseums Trier 1. Götter und Weihedenkmäler (= Trierer Grabungen und Forschungen 12, 1; Corpus signorum imperii Romani, Deutschland 4, 3). Zabern, Mainz 1988